# Alan H. Gardiner
Sir Alan Henderson Gardiner (29 martie 1879, Eltham – 19 decembrie, 1963 Oxford) a fost un egiptolog britanic.
S-a remarcat în 1915, când s-a dovedit capabil să rupă – în parte – misterul manuscrisului Proto-Sinaitic descifrând inscripțiile "B'alat". A predat în Universitatea din Chicago din 1924 până în 1934. S-a ocupat îndeosebi de textele egiptene hieratice și cele de onomastică, îngrijind edițiile de bază în acest câmp precis de studii.
Dintre scrierile sale sunt de amintit: 
- Egyptian hieratic texts;
- The theory of propers names (1940);
- Ancient egyptian onomastica (1947);
- Egyptian grammar, being an introduction to the study of hieroglyphs (1952);
- The Royal Canon of Turin (1959); Egypt of the Pharaohs (1961).

Cele mai importante contribuții aduse de Gardiner filologiei egiptene sunt cele trei ediții ale operei sale „Gramatica egipteană” și tabelul corelat al principalelor hieroglife egiptene. Egyptian Grammar încă de la publicarea ei a constituit și constituie încă unul dintre puținele izvoare disponibile pentru studiul hieroglifelor.

## Alte opere mai importante
N.b. - operele marcate cu acest semn   sunt cele considerate biografie esențială în domeniu
- The Admonitions of an Egyptian Sage from a Hieratic Papyrus in Leiden (Pap. Leiden 334 recto). Leipzig, 1909 (retipărită: Hildesheim - Zürich - New York, 1990).
- "New Literary Works from Ancient Egypt", JEA 1 (1914), 20-36 și 100-106.
- Notes on the story of Sinuhe. Paris, 1916
- "The Tomb of a much-travelled Theban Official", JEA 4 (1917), 28-38.
- "On Certain Participial Formations in Egyptian", Rev. ég. N.S. 2/1-2 (1920), 42-55.
- "The Eloquent Peasant", JEA 9 (1923), 5-25.
- Egyptian Grammar. Being an Introduction to the Study of Hieroglyphs. 3 reeditări succesive., Rev. London: Oxford University Press, 1957 (prima ediție 1927). ISBN 0-900416-35-1
- "The Earliest Manuscripts of the Instruction of Amenemmes I", Mélanges Maspero I. 2, 479-496. 1934
- Ancient Egyptian Onomastica. Vol. I—III. London, 1947.
- The Ramesseum Papyri. Plates (Oxford 1955)
- The Theory of Proper Names: A Controversial Essay. London; New York: Oxford University Press, 1957.